# Voloďa Dubinin
Voľoďa Dubinin (rusky Володя Дубинин, 29. srpna 1927 Kerč – 4. ledna 1942 Kerč), celým jménem Vladimir Nikiforovič Dubinin, byl sovětský pionýr, který se v době druhé světové války přidal k partyzánům. Jeho tragický osud se stal tématem sovětské válečné propagandy, která neopomněla zdůraznit Voloďovo členství v pionýrské organizaci.

## Život
Jeho rodiči byli Nikifor Semjonovič Dubinin a Jevdokija Timofejevna Dubinina.
Během války se stal partyzánem a se svými druhy se skrýval v opuštěném kamenolomu nedaleko Kerče, odkud podnikal záškodnické operace proti německým agresorům.
Voloďa strávil jako malý při dětských hrách prolézáním tunelů dlouhou dobu, což mu umožnilo je dokonale poznat. Zpaměti znal veškeré východy, chodby, odbočky a zákoutí a byl tak pro odbojáře významnou posilou.
Poté, co byli Němci v rámci kerčsko-feodosijské operace vytlačeni z města, pomáhal Voloďa ženistům s odminováním přístupů do kamenolomů. Šlápl tu však na německou minu, která ho zabila.

## Odkaz
Škola, do které chodil, a ulice, kde stával jeho rodný dům, dodnes nesou jeho jméno. Také se dočkal pamětní sochy, kde je zvěčněn, jak vystupuje z kusu skály. Socha byla odhalena v Kerči 12. června 1964.
Ulice nesoucí jeho jméno jsou v ukrajinském Kyjevě, Podolsku, ruském Petrodvorci a v mnoha dalších sídlech bývalého Sovětského svazu.
V roce 1949 vydali sovětští spisovatelé Lev Kassil a Max Poljanovskij chlapcův životopis (Улица младшего сына, česky Ulice mladšího syna, 1955). 21. května 1962 měl premiéru stejnojmenný film režiséra Lva Goluba.